# Sallins

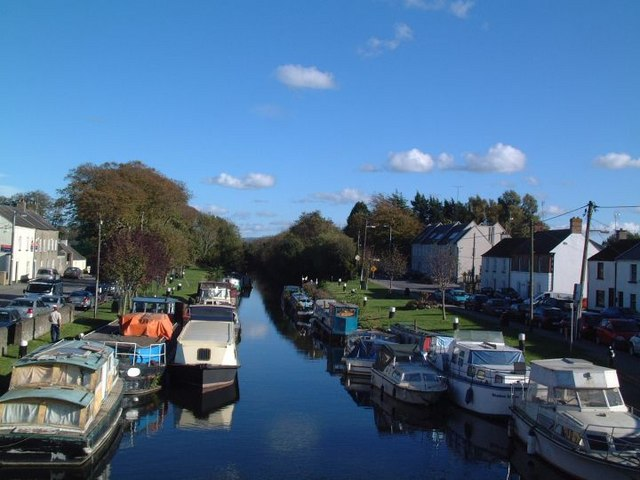
Imagen de Sallins.

Sallins (Na Solláin en irlandés) es una localidad suburbana en el condado de Kildare, Irlanda, situada 3.5 kilómetros al norte de la ciudad de Naas a la que está unida por la carretera M7. Sallins es el nombre a la inglesa de Na Solláin que significa "Los sauces". De acuerdo con el censo oficial CSO de 2006, la división electoral de Sallins tiene una población total de 3806 habitantes. Esta villa se ha expandido rápidamente en los últimos años y desde el censo de 2002, la población ha crecido en torno al 30,3 %. Se trata de la décima población en tamaño de Kildare y la 90.ª de toda la República de Irlanda.
Sallins ha crecido debido a su situación, sobre el Gran Canal de Irlanda y la línea férrea entre Dublín y Cork. Históricamente las empresas que dan más empleo en la villa son Odlum's Flour Mills y la factoría de carne, aunque esta última ha cerrado.
Theobald Wolfe Tone, conocido como el padre del republicanismo irlandés, está enterrado cerca de Sallins, en el cementerio de Bodenstown. Cada verano, republicanos irlandeses de variada ideología y grupos paramilitares se congregan en Sallins para rendir homenaje ante la tumba de Tone.